# Sturton Grange
Sturton Grange – civil parish w Anglii, w West Yorkshire, w dystrykcie metropolitalnym Leeds. W 2011 civil parish liczyła 403 mieszkańców.